# Liste der Monuments historiques in Langoat
Die Liste der Monuments historiques in Langoat führt die Monuments historiques in der französischen Gemeinde Langoat auf.

## Liste der Bauwerke
| Bezeichnung                           | Beschreibung | Standort | Kennzeichnung | Schutzstatus | Datum | Bild           |
| ------------------------------------- | ------------ | -------- | ------------- | ------------ | ----- | -------------- |
| Manoir de Trevennou                   | Herrenhaus   | (Lage)   | PA00089247    | Inscrit      | 1970  |                |
| Vestiges du camp antique du Castel Dû |              | (Lage)   | PA00089246    | Classé       | 1957  | weitere Bilder |

## Liste der Objekte

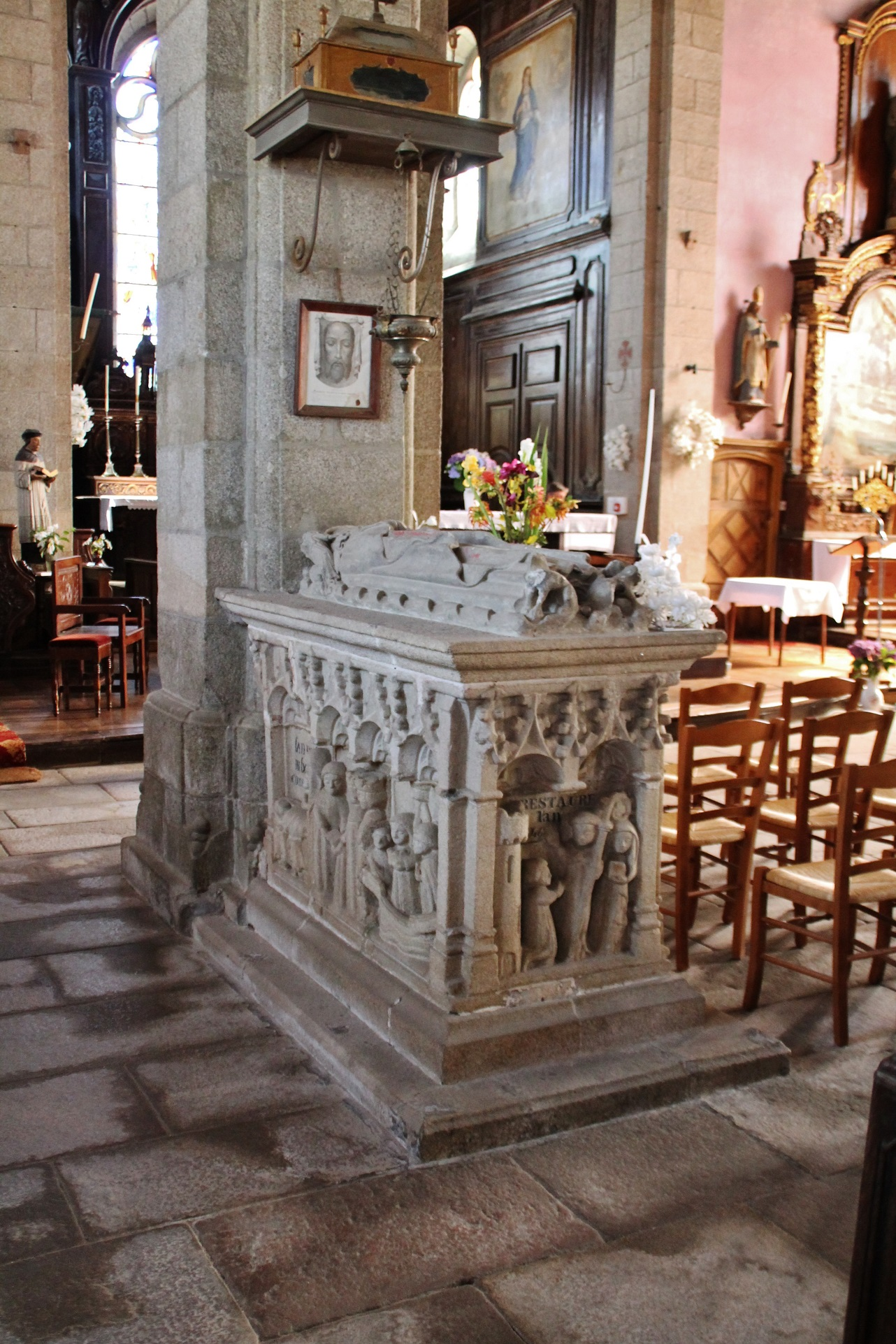
Grab (14. Jahrhundert) der heiligen Pompée in der Kirche Ste-Pompée

- Monuments historiques (Objekte) in Langoat in der Base Palissy des französischen Kultusministeriums